# Obyvatelstvo Paříže
Obyvatelstvo Paříže žije ve vysoce zalidněné oblasti na území hlavního města Francie a jeho aglomerace. Podle INSEE tvořila populace města Paříže k 1. lednu 2007 celkem 2 193 030 obyvatel, což ji řadí na páté místo v Evropské unii. Vzhledem k relativně malému území města (pouhých 10 540 ha), činila hustota zalidnění 20 870 obyvatel na km2, což je jedna z nejvyšších v Evropě. V roce 2007 zahrnovala pařížská aglomerace (podle definice INSEE) 396 obcí s celkovým počtem 10 197 678 obyvatel. Tzv. metropolitní oblast, tj. území pod silným vlivem hlavního města zahrnovalo v roce 2007 11 836 970 obyvatel, což z ní činí 23. největší metropolitní oblast na světě.

## Historický vývoj
Kolem roku 1800 měla Paříž asi 500 000 obyvatel. Během 19. století populace města výrazně vzrůstala s přílivem lidí ze všech regionů Francie, především z venkovských oblastí. Ve 40. letech přesáhl počet obyvatel milión (kolem roku 1846). Připojením okolních obcí v roce 1860 vzostl počet o dalších více než 500 000. Růst pokračoval bez přerušení až do počátku 20. století. Při sčítání lidu roku 1891 se ukázalo, že došlo k poklesu populace ve čtyřech centrálních obvodech (1., 2., 3. a 4.), dále v 10. a 11. obvodu a stagnaci v 5. a 6. obvodu. Vzrůst probíhal pouze v 7. a 8. obvodu a v okrajových obvodech. Před první světovou válkou měla Paříž téměř 2,9 milionu obyvatel, čímž dosáhla historického vrcholu.
V následujících desetiletích došlo k demografickému poklesu. Jednak vlivem dvou světových válek, prudkým poklesem porodnosti (od roku 1935 je v Paříži porodnost nižší než úmrtnost), a také proto, že v přeplněném městě se již nenacházel prostor na výstavbu pro nové obyvatele. Území Paříže se naposledy rozšířilo v roce 1860 a od té doby zůstaly hranice města nezměněny. Počet obyvatel proto stagnoval a pak mírně klesl. Centrální obvody, kde hustota obyvatelstva dosahovala na konci 19. století až 80 000 obyvatel na km2, začaly ztrácet obyvatelstvo ve prospěch okrajových obvodů. Ve stejné době začala expandovat předměstí a jejich obyvatelstvo rostlo rychleji a pokračoval tak růst aglomerace namísto samotného města, které již narazilo na svém území na hranice svých možností.
Po druhé světové válce populace klesla na 2 725 374 obyvatel (dle sčítání lidu 1946). Poté se zvýšila na 2 850 189 obyvatel (1954) především díky hospodářskému a demografickému růstu typickému pro celou Francii. Nicméně od konce 50. let nastal opět pokles.
Paříž se vyprazdňovala, neboť lidé se stěhovali mimo město na předměstí. Takže ačkoliv se samotné hlavní město vylidňovalo, počet obyvatel v regionu Île-de-France vzrostl z 5,85 miliónů v roce 1946 na 11,6 miliónů v roce 2005. Hlavním důvodem pro odchod byly neustále rostoucí ceny nemovitostí a nájmů bytů, ale také změny v ekonomice a průmyslu. Mnoho obytných budov bylo totiž přeměněno na kanceláře, což přispělo k dalšímu poklesu populace, který byl zvláště rychlý v 60. a 70. letech. Počet obyvatel Paříže poklesl z 2 790 091 v roce 1962 na 2 299 830 v roce 1975. Pokles byl sice nepřerušovaný, nicméně prudce zpomalil v 80. letech, takže se předpovědi o počtu pod dva milióny lidí nenaplnily.
Porovnání statistik INSEE z roku 2006 a 2009 ukazuje, že poprvé za půl století se počet obyvatel opět zvýšil a nastal trend opětovného přesídlování lidí z předměstí do města, jak je to známé i z jiných měst, např. Londýna nebo New Yorku. Tento vývoj probíhá především díky porodnosti v hustě osídlených obvodech Paříže a snížení úmrtnosti. Nejvyšší nárůsty populace jsou patrné v 9., 12., 13., 18., 19. a 20. obvodu, zatímco ve 4., 7., 8. a 16. obvodu počet obyvatel i nadále klesá.
V průběhu 20. století se Paříž stala multikulturním a kosmopolitním městem. Ve 13. obvodě se vytvořila Asijská čtvrť a v 18. obvodu dominují obyvatelé původem z Afriky a Maghrebu. Kromě toho existují také židovské (Marais), japonské a tamilské čtvrtě. Většina přistěhovalců pochází z Alžírska, Portugalska a Španělska. Celkem žije v Paříži 40 různých národností od severní Afriky přes Jižní Ameriku až po Indočínu.
Bydlení je v centrálních obvodech pro chudší obyvatele cenově nedostupné, takže se stěhují na předměstí, zatímco bohatší vrstvy populace se stěhovaly do města. Četní přistěhovalci převážně ze severní a černé Afriky se v posledních desetiletích usídlili v betonových sídlištích v okolí města. Tím vznikly uzavřené komunity bez možností integrace, což vede k opakujícím se násilnostem, jak ukázaly mohutné nepokoje v roce 2005.